# Навозник складчатый
Наво́зник скла́дчатый (лат. Parasola plicatilis) — гриб семейства Псатирелловые (Psathyrellaceae). Несъедобен из-за слишком мелкого размера. 
Научные синонимы:
- Agaricus crenulatus O.F. Müll., 1780
- Agaricus plicatilis Curtis, 1787 basionym
- Coprinus plicatilis (Curtis) Fr., 1838

## Описание
Шляпка диаметром 0,8—2 см, складчатая или ребристая, колокольчатая, затем раскрывается до зонтиковидной или плоской. Кожица светлая, жёлто-коричневая, позже становится коричневато-серой, с более тёмным пятном в центре, гладкая, без волосков и остатков покрывала).
Мякоть шляпки очень тонкая.
Ножка 4—8 см длиной и 1—2 мм в диаметре, гладкая, хрупкая, беловатая.
Пластинки редкие, тонкие, возле ножки срастаются и образуют воротничок (коллариум), от серого до чёрно-серого цвета, при созревании не расплываются.
Споровый порошок чёрный, споры 12×9×5 мкм, эллипсоидальные, с порой.

## Экологияи распространение
Почвенный сапротроф, вырастает на лужайках, среди невысокой травы, небольшими группами или одиночно. Плодовые тела развиваются очень быстро: появляются обычно ночью и к середине дня увядают. Распространён в северной умеренной зоне.
Сезон весна — начало зимы.

## Сходные виды
- Навозник рассеянный (Coprinellus disseminatus) растёт на пнях и древесных остатках очень большими группами.

Несколько сходных видов можно надёжно отличить только при микроскопическом исследовании, они растут чаще под деревьями и кустарниками.
- Parasola auricoma немного крупнее, кожица покрыта коричневыми волосками.
- Parasola kuehneri
- Parasola leucocephala
- Parasola nudiceps